# Patus
Le patus (aussi appelé pati, pate, patec, patecq, pategue ou encore regale, voire relargue en Provence) est une ancienne notion du droit coutumier en usage dans les pays d'Oc désignant un terrain dépendant d'un bâtiment, destiné à ses commodités, et pouvant être divis (un seul propriétaire) ou indivis (plusieurs propriétaires en indivision), destiné à un usage commun.

## Historique
Le terme vient probablement de la fonction de ces biens, qui étaient à l'origine, dans une construction rurale (ferme), l'espace non construit autour de la maison et dédié aux commodités (passage, aire, puits, cloaque, four…). C’était donc un espace intermédiaire entre les bâtiments et les terres cultivées ou pâturées.
Selon les régions, cet espace est appelé « patecq », « patus », « régale », « relarguier ».
Il se distingue notamment d'une cour par le fait que cette dernière est partie intégrante de l'espace privé et de l'architecture d'une habitation. Le mot occitan pàti et son dérivé patus signifie « pacage, basse-cour » (Frédéric Mistral). Il dérive du latin populaire patium qui signifie « cour, jardin ». Le terme  patec ou pategue, qui désigne la même chose, est quant à lui issu du latin pasticium désignant un pâturage.
Terrain rattaché à une ferme, le patus peut, à l’occasion des successions et partages entre héritiers, rester commun aux copartageants.
Depuis le XIIIe siècle au moins, le patus faisait partie intégrante du lot attribué à un fermier par le seigneur, sans pouvoir ni être modifié, ni en être retiré. Ce lot comprenait généralement aussi l'hortus, parcelle dédiée au potager. Au XVIIIe siècle, on voit également apparaître le mot « patus » dans l'acception de pièce fermée par quatre murs et à ciel ouvert, mais il semble s'agir là d'un homonyme.

## Définition et régime

### Origine du patus
La notion de patus n’est pas définie dans les textes légaux et résulte des usages et traditions.
Dans une réponse ministérielle de 1987 à la question écrite d'un député qui demandait une définition exacte de ce terme, le Gouvernement avait apporté les précisions suivantes : « Le « pâté », « patec » ou « pateq », également dénommé « patus », « patis » ou « régale » est une notion juridique absente du Code civil. » Ces différents termes, empruntés au provençal, sont des expressions méridionales anciennes qui, historiquement, désignaient des endroits situés dans les communes, où les habitants menaient paître leurs troupeaux. Cette vocation explique la définition actuelle de ces vocables qui recouvrent des propriétés non bâties réservées à l'usage commun des habitants riverains dans un même hameau.
Les textes des historiens et surtout la jurisprudence permettent d’en préciser les contours, bien que les différents jugements rendus soient parfois approximatifs voire contradictoires.
Le plus souvent, les cadastres ne rendent pas compte de manière correcte de l’existence des patus, les espaces correspondant pouvant parfois y apparaître comme des terrains publics ou des parcelles non cadastrées. 
Le patus est, selon les auteurs de référence, défini comme « une bande de terre non construite, entourant la ferme, dédiée aux commodités (aire, puits, cloaque, four…) », « l’espace vide et nu qui s’étend à proximité des bâtiments et qui sert à la fois de passage et de débarras » ou encore « un petit terrain dépendant d’une construction, à l’usage de certains ayants droit ».
Il s'agirait d'un cas particulier d'indivision forcée, soit entre les propriétaires de bâtiments voisins, soit entre tous les habitants du hameau, chacun ayant un droit de propriété sur une fraction idéale de cette parcelle (Cour d'appel d'Aix-en-Provence, 4e Chambre, 21 juin 1979, n° 253 : inédit). En conséquence, le partage d'un « patus » est impossible, de même que son appropriation par l'un des « copropriétaires » ou « communistes », aucun d'eux ne pouvant disposer de ses droits indépendamment de son héritage dont il constitue l'accessoire indispensable. En effet, l'ancienne dénomination des titulaires de droit à un patus était les « communistes ».
Son origine fait que le patus est nécessairement contigu à la maison dont il dépend.
Le patus est affecté à l’usage des propriétaires de la maison dont il dépend et les droits au patus sont rattachés à la dite maison.

### Évolution du patus
Le patus va évoluer en même temps que la famille propriétaire de la construction originelle. À l’occasion de partages et de transmissions, ces droits peuvent être répartis entre plusieurs ayants-droit : « Devenus adultes, les enfants vont construire contre la ferme des parents. Le patus reste indivis, par commodité. On aboutit ainsi à la transformation de la bastide en hameau, et à la juxtaposition de plusieurs familles de même souche, conservant chacune un foyer distinct. »
À cette occasion, le patus est conservé à l’usage des descendants, de manière indivise. Lors de la transformation de la bastide en hameau (cas de descendants construisant leurs maisons contre celle de leurs parents, cas fréquent en Provence), le droit au patus peut être transmis à ces descendants. 
L'usage d'un patus évolue en fonction des besoins des propriétaires des constructions contigües : passages, stationnements, activités variées, écoulements…

### Caractéristiques juridiques du patus
La notion de patus a été redéfinie en 1996 par la Cour d'appel de Toulouse, qui le décrit comme un « fonds destiné à l'usage commun de tous ceux dont les propriétés le jouxtent ». La Cour d'appel a rappelé son caractère indivisible (il ne peut être attribué à quiconque la propriété d'un tel fonds), ainsi que la condition nécessaire pour mettre fin à cette indivision : seul le consentement unanime de tous les propriétaires des biens dont le patus constitue l’accessoire permet de le dissoudre (Voir aussi : Cour de cassation, 3e chambre civile, 26 novembre 2013, no 12-11885).
Le patus est attaché de manière indissoluble au bien dont il dépend : il ne peut être cédé indépendamment de la maison à laquelle il est rattaché, et celle-ci ne peut être cédée sans le patus qui lui est rattaché : « Les copropriétaires d’un régale ne peuvent céder leurs droits sur celui-ci indépendamment du bâtiment au service duquel il est attaché » (Cour de Cassation - chambre civile 3 - Audience publique du 3 avril 2012 - N° de pourvoi : 11-16953). Le patus est donc défini comme un bien immobilier affecté à titre d’accessoire indispensable à l’usage du ou des bâtiments dont il dépend.
Pour prétendre faire partie des propriétaires concernés, tout comme bénéficier de la protection possessoire (afin de ne pas être privé de la jouissance du patus), il faut justifier l’existence de ce droit indivis avec suffisamment de vraisemblance, en démontrant notamment que ce dernier en constitue un accessoire commun avec d'autres propriétaires.
En cas de patus indivis, le patus est « soumis à un régime d’indivision forcée, de nature perpétuelle, nul ne pouvant y mettre un terme, par dérogation au régime de l'indivision classique, les droits en patus ne se perdant pas même par non-usage » . La prescription trentenaire ne s’applique donc pas aux patus (Cour de Cassation, Chambre Civile, 10 mai 1937, S 1937-1-148).
Du fait de son régime d’indivision forcée, le partage d'un patus indivis, ou sa dissolution, ou son appropriation par un ou plusieurs des communistes, ne sont possibles que par l'accord unanime de tous les communistes.
En revanche, chacun des communistes peut user de la totalité du bien et en retirer tous les usages sous réserve de ne pas porter atteinte aux droits égaux des autres, ni de nuire à sa destination, déterminée par l'usage auquel il est affecté. Les communistes possèdent en commun un droit de jouissance sur ce sol. Dans le cas d'un patus divis, ce droit appartient au seul propriétaire.
Les propriétaires de biens riverains du patus possèdent en commun un droit de jouissance sur ce sol, mais uniquement pour y circuler. En conséquence, il leur est impossible de le clôturer et il demeure inconstructible.

### Distinction avec d’autres notions juridiques
Le patus ne doit pas être confondu avec d’autres notions juridiques proches, mais différentes :
- la servitude ;
- la destination du père de famille ;
- les carraires ;
- les chemins d’exploitation ;
- la copropriété des immeubles bâtis ;
- la cour commune.

Le patus ne relève pas du domaine public mais d'un usage exclusivement privé. Il ne sera donc pas possible, sauf procédure exorbitante du droit commun, qu'une commune en dispose pour l'intégrer aux espaces publics lui appartenant, par exemple en le transformant en parking ou en place publique.